# 2. rapszódia (Bartók)
Bartók Béla 2. rapszódia című művének eredeti, hegedű-zongora verzióját (Sz. 89) 1928-ban, Amszterdamban mutatta be  Székely Zoltán és Frid Géza. Zenekari kísérettel (Sz. 90) egy évvel később Budapesten mutatta be Székely Zoltán, Dohnányi Ernő vezényletével (a BB műjegyzékben mindkét változat a 96-os szám alatt található).
A Lassú dallamait ugyancsak Maros-Tordában hallotta Bartók, a Friss zenei anyagát szatmári, temesi és rutén gyűjtésből válogatta: a zenei formát azonban ezúttal bonyolultabban szőtte, mint az 1. rapszódiában. Zenekarában nagyobb szerepet juttat az ütőhangszereknek, és a kíséret funkcióját szimfonikus fontosságra emeli.
Tételek:
1. Moderato (Lassú)
2. Allegro moderato (Friss)

## Autográf anyagok

### Fogalmazvány
[valamint a 14–22. és 3 további oldalon variánsok és befejezés-változatok – Bartók Péter gyűjteménye: 63VPS1ID1]
- Az autográf tisztázat (a Székely Zoltán birtokában volt, eredeti példány lappang) fotokópiája Bartók kézírásos kiegészítéseivel, az Universal Edition 9891 elsőkiadás (1929) metszőpéldánya (Bartók Péter gyűjteménye: 63VPFC2)
- Autográf hegedűszólam (a 8. oldalon Székely kézírásával másolt rész) (Bartók Péter gyűjteménye: 63VFC1)
- Az UE elsőkiadás javított példányai:

1. Hosszabb húzással (ifj. Bartók Béla gyűjteménye)
2. Húzásokkal (Bartók Péter gyűjteménye: 63 VPFC1)
3. A litografált változtatások beragasztásával, Antal Jenőnek dedikált példány, 1941. február (Bartók Archívum, Budapest: 3305)
4. Másik példány a litografált változtatásokkal, Bartók játszópéldánya 1939-ben Olaszországban (Bartók Péter gyűjteménye: 63VPFC3)
5. Javított példány (hegedűszólam is), autográf betoldásokkal, a Boosey & Hawkes 15890 revideált kiadás (1946) metszőpéldánya (Bartók Péter gyűjteménye: 63VP/VFC4).

### Autográf partitúra
[Bartók Péter gyűjteménye: 63TFSS1]
- Autográf partitúra tisztázat, az UE 9867 első kiadás (1931) metszőpéldánya (Bartók Péter gyűjteménye: 63TFSFC2).
- Az első kiadás javított példánya, a revízió előkészítése (ifj. Bartók Béla gyűjteménye)
- A II. tétel revíziója:

1. Fogalmazvány és lichtpaus tisztázat, (Bartók Péter gyűjteménye: 63 TFSFC1)
2. Az új befejezés hangszerelésének előkészítése a hegedű–zongora forma Deutsch Jenő leírású másolatán (Bartók Archívum, Budapest: 2012)
3. A revízió lichtpaus másolata, 5 példányban (Bartók Archívum, Budapest: BH42)

- Az UE első kiadás javított példánya, a B&H 16320 revideált kiadás (1949) metszőpéldánya (Bartók Péter gyűjteménye: 63TFSFC3)